# Pierre Mulele
Pierre Mulele (Isulu-Matende, luglio 1929 – ottobre 1968) è stato un rivoluzionario e politico della Repubblica Democratica del Congo.
Fu capo del Parti solidaire africain e Ministro dell'Educazione Nazionale del primo governo indipendente (dal 23 giugno al 13 settembre 1960).
Dopo la sua morte, la Repubblica del Congo (poi Repubblica Popolare del Congo) interruppe, fino al 15 dicembre 1970, le relazioni diplomatiche con il governo di Kinshasa.

## Biografia

### Origini e formazione
Studiò dai Gesuiti si diplomò alla scuola media di Leverville, poi, a Basoko nell'Haut-Fleuve, fu studente dell'Istituto Agrario della Compagnia Lever Freres. Nel 1959 Antoine Gizenga fondò il Parti solidaire africain (PSA) e Mulele ne fu eletto segretario. Dopo la morte di Lumumba si recò, per un periodo di addestramento militare, nella Repubblica Popolare Cinese.

### Il ruolo nella crisi del Congo

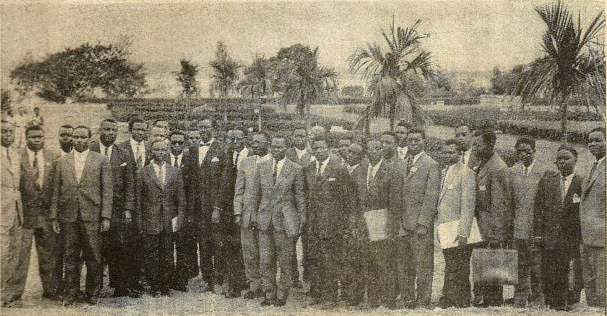
Pierre Mulele (il terzo da destra) con il Governo Lumumba, 1960

Allo scoppio della crisi del Congo  Nel 1963 arrivò nella regione del Kwilu e iniziò a reclutare combattenti sia tra i Mbunda — membri del suo gruppo etnico — che tra i Pende — la tribu di Gizenga — entrambi bersaglio delle repressioni dell'Armée Nationale Congolaise (ANC). Nel 1964, si mise a capo dei simba (nome con cui furono appellati i suoi seguaci), rivoltosi che fondevano marxismo, maoismo e elementi magico-religiosi nativi.

### La fuga, l'arresto e la morte
Nel 1965 si rifugiò a Brazzaville e tre anni dopo fu amnistiato dal governo di Mobutu ma, quando ritornò a Kinshasa, dopo essere stato accolto «[...] come un fratello» dal ministro degli esteri Justin Bomboko fu poi arrestato con l'accusa d'essere un «criminale di guerra», sommariamente processato, pubblicamente torturato e infine giustiziato l'8 ottobre da un plotone d'esecuzione
 Il 2 ottobre 1968 i militari lo catturarono e lo torturarono: gli strapparono occhi e orecchie, ancora vivo gli amputarono il naso, gli organi genitali, le braccia e le gambe, gettando poi i resti nel fiume.

## Riconoscimenti
Nel 2005 il governatore di Kinshasa firmò un decreto rinominante Avenue de la Libération — la strada tramite cui Mulele fu portato fino a Camp Kokolo ove fu ucciso — in Avenue Pierre Mulele.